# Championnats d'Europe d'athlétisme 1971
Navigation
Les 10e Championnats d'Europe d'athlétisme ont eu lieu du 10 au 15 août 1971 au Stade olympique d'Helsinki en Finlande.

## Faits marquants
Ces 10es championnats d’Europe débutent, en fin de 1re journée, avec un 10 000 m hommes d’anthologie. David Bedford (Grande-Bretagne), à la fois coureur de train et auteur d’accélérations soudaines, mène quasiment toute la course. Il crée plusieurs fois un écart mais à chaque fois, ses poursuivants recollent.  Ils sont encore 6 à la cloche. Une attaque du double champion d’Europe Jürgen Haase (RDA) aux 350 mètres est contrée par Juha Väätäinen (Finlande). Dans un fantastique mano a mano, avec un dernier 400 mètres en 52 s 2, Juha Vaatainen remporte la course en 27 min 52 s 8. Jamais encore un 10 000 n’a été aussi rapide en Championnats, avec 5 athlètes en moins de 28 min.
Juha Väätäinen (30 ans) réitère la même accélération foudroyante dans les 300 derniers mètres pour gagner le 5 000, devant le français Jean Wadoux.
2 autres athlètes réussissent le doublé, en survolant les épreuves de sprint du 100 et du 200 m : Valeriy Borzov  (URSS) chez les hommes et Renate Meissner-Stecher (RDA) chez les femmes.
Jānis Lūsis (URSS) devient champion d’Europe du javelot pour la 4e fois consécutive et Wolfgang Nordwig (RDA) champion d’Europe de la perche pour la 3e fois.
La République Démocratique Allemande domine les concours chez les hommes (5 médailles d’or) et les courses chez les femmes (5 médailles d’or et 2 records du monde).
Les 3 premiers pays (RDA – URSS – RFA) trustent 60 % des médailles.
Pendant ces compétitions, trois records du monde sont battus. Faïna Melnyk de l'Union soviétique bat le record du lancer du disque avec un jet à 64,22 m. Karin Burneleit court le 1 500 m en 4 min 09 s 6 et le relais 4 × 400 m féminin de la République démocratique allemande court en 3 min 29 s 3.
De plus, deux nouveaux records d'Europe sont établis : au lancer du poids par Hartmut Briesenick (21,80 m) et en relais 4 × 100 m féminin par l'Allemagne de l'Ouest (43 s 3).

## Résultats

### Hommes
| Épreuve                | Or | Argent                                                                            | Bronze                                                                               |
| ---------------------- | --- | --------------------------------------------------------------------------------- | ------------------------------------------------------------------------------------ |
| 100 m (-1,3 m/s)       | Valeriy Borzov 10 s 27                                                                                   | Gerhard Wucherer 10 s 49                                                          | Vasílios Papayeorgópoulos 10 s 56                                                    |
| 200 m (0,0 m/s)        | Valeriy Borzov 20 s 31 (CR)                                                                              | Franz-Peter Hofmeister 20 s 71                                                    | Jörg Pfeifer 20 s 73                                                                 |
| 400 m                  | David Jenkins 45 s 45 (CR,NR)                                                                            | Marcello Fiasconaro 45 s 49 (CR,NR)                                               | Jan Werner 45 s 57                                                                   |
| 800 m                  | Yevhen Arzhanov 1 min 45 s 62 (CR)                                                                       | Dieter Fromm 1 min 45 s 96                                                        | Andy Carter 1 min 46 s 16 (NR)                                                       |
| 1 500 m                | Francesco Arese 3 min 38 s 43 (CR)                                                                       | Henryk Szordykowski 3 min 38 s 73                                                 | Brendan Foster 3 min 39 s 24                                                         |
| 5 000 m                | Juha Väätäinen 13 min 32 s 48 (CR,NR)                                                                    | Jean Wadoux 13 min 33 s 56                                                        | Harald Norpoth 13 min 33 s 79                                                        |
| 10 000 m               | Juha Väätäinen 27 min 52 s 78 (CR,NR)                                                                    | Jürgen Haase 27 min 53 s 35 (NR)                                                  | Rashid Sharafetdinov 27 min 56 s 26 (NR)                                             |
| Marathon               | Karel Lismont 2 h 13 min 9 s                                                                             | Trevor Wright 2 h 13 min 59 s                                                     | Ron Hill 2 h 14 min 34 s                                                             |
| 20 km marche           | Mykola Smaha 1 h 27 min 20 s (CR)                                                                        | Gerhard Sperling 1 h 27 min 29 s                                                  | Paul Nihill 1 h 27 min 34 s                                                          |
| 50 km marche           | Veniamin Soldatenko 4 h 2 min 22 s (CR)                                                                  | Christoph Höhne 4 h 4 min 45 s                                                    | Peter Selzer 4 h 6 min 11 s                                                          |
| 110 m haies (-2,5 m/s) | Frank Siebeck 14 s 00                                                                                    | Alan Pascoe 14 s 09                                                               | Lubomír Nádeníček 14 s 31                                                            |
| 400 m haies            | Jean-Claude Nallet 49 s 15 (CR)                                                                          | Christian Rudolph 49 s 34 (NR)                                                    | Dmitriy Stukalov 50 s 04                                                             |
| 3 000 m steeple        | Jean-Paul Villain 8 min 25 s 12 (NR)                                                                     | Dušan Moravčík 8 min 26 s 11 (NR)                                                 | Pavel Sysoyev 8 min 26 s 42                                                          |
| 4 × 100 m              | Tchécoslovaquie Ladislav Kříž Juraj Demeč Jiří Kynos Luděk Bohman 39 s 32 (NR)                           | Pologne Gerard Gramse Tadeusz Cuch Zenon Nowosz Marian Dudziak 39 s 72            | Italie Vincenzo Guerini Pietro Mennea Pasqualino Abeti Ennio Preatoni 39 s 78        |
| 4 × 400 m              | Allemagne de l'Ouest Horst-Rüdiger Schlöske Thomas Jordan Martin Jellinghaus Hermann Köhler 3 min 2 s 94 | Pologne Andrzej Badeński Jan Balachowski Waldemar Korycki Jan Werner 3 min 3 s 64 | Italie Lorenzo Cellerino Giacomo Puosi Sergio Bello Marcello Fiasconaro 3 min 4 s 58 |
| Saut en hauteur        | Kęstutis Šapka 2,20 m                                                                                    | Csaba Dosa 2,20 m (NR)                                                            | Rustam Akhmetov 2,20 m                                                               |
| Saut en longueur       | Max Klauß 7,92 m                                                                                         | Igor Ter-Ovanesyan 7,91 m (w)                                                     | Stanisław Szudrowicz 7,87 m                                                          |
| Saut à la perche       | Wolfgang Nordwig 5,35 m (CR)                                                                             | Kjell Isaksson 5,30 m                                                             | Renato Dionisi 5,30 m                                                                |
| Triple saut            | Jörg Drehmel 17,16 m (w)                                                                                 | Viktor Saneïev 17,10 m (w)                                                        | Carol Corbu 16,87 m                                                                  |
| Lancer du javelot      | Jānis Lūsis 90,68 m                                                                                      | Jānis Doniņš 85,30 m                                                              | Wolfgang Hanisch 84,22 m                                                             |
| Lancer du disque       | Ludvík Daněk 63,90 m (CR)                                                                                | Lothar Milde 61,62 m                                                              | Géza Fejér 61,54 m                                                                   |
| Lancer du poids        | Hartmut Briesenick 21,08 m (AR)                                                                          | Heinz-Joachim Rothenburg 20,47 m                                                  | Władysław Komar 20,04 m                                                              |
| Lancer du marteau      | Uwe Beyer 72,36 m                                                                                        | Reinhard Theimer 71,80 m                                                          | Anatoliy Bondarchuk 71,40 m                                                          |
| Décathlon              | Joachim Kirst 8 196 pts                                                                                  | Lennart Hedmark 8 038 pts                                                         | Hans-Joachim Walde 7 951 pts                                                         |

### Femmes
| Épreuves              | Or                                                                                                | Argent                                                                                       | Bronze                                                                                                 |
| --------------------- | ------------------------------------------------------------------------------------------------- | -------------------------------------------------------------------------------------------- | --- |
| 100 m (0,0 m/s)       | Renate Meissner 11 s 35 (CR)                                                                      | Ingrid Becker 11 s 46                                                                        | Elfgard Schittenhelm 11 s 51                                                                           |
| 200 m (0,0 m/s)       | Renate Meissner 22 s 70 (CR)                                                                      | Györgyi Balogh 23 s 26                                                                       | Irena Kirszenstein 23 s 32                                                                             |
| 400 m                 | Helga Seidler 52 s 14 (NR)                                                                        | Inge Bödding 52 s 90                                                                         | Ingelore Lohse 52 s 93                                                                                 |
| 800 m                 | Vera Nikolić 2 min 00 s 00 (CR,NR)                                                                | Pat Lowe 2 min 01 s 66                                                                       | Rosemary Stirling 2 min 02 s 08                                                                        |
| 1 500 m               | Karin Burneleit 4 min 09 s 62 (WR)                                                                | Gunhild Hoffmeister 4 min 10 s 31                                                            | Ellen Tittel 4 min 10 s 35 (NR)                                                                        |
| 100 m haies (0,0 m/s) | Karin Balzer 12 s 94 (CR)                                                                         | Annelie Ehrhardt 12 s 96                                                                     | Teresa Sukniewicz 13 s 21                                                                              |
| 4 × 100 m             | Allemagne de l'Ouest Elfgard Schittenhelm Inge Helten Annegret Richter Ingrid Becker 43 s 28 (AR) | Allemagne de l'Est Karin Balzer Renate Meissner Petra Vogt Ellen Stropahl 43 s 62            | Union soviétique Liudmila Zharkova Galina Bukharina Marina Sidorova Nadezhda Besfamilnaya 44 s 45      |
| 4 × 400 m             | Allemagne de l'Est Rita Kühne Ingelore Lohse Helga Seidler Monika Zehrt 3 min 29 s 28 (WR)        | Allemagne de l'Ouest Anette Rückes Christel Frese Hildegard Falck Inge Bödding 3 min 33 s 04 | Union soviétique Raissa Nikanorova Vera Popkova Nadezhda Kolesnikova Natalya Chistyakova 3 min 34 s 11 |
| Saut en hauteur       | Ilona Gusenbauer 1,87 m (CR)                                                                      | Cornelia Popescu 1,85 m Barbara Inkpen 1,85 m (NR)                                           | |
| Saut en longueur      | Ingrid Becker 6,76 m (CR)                                                                         | Meta Antenen 6,73 m                                                                          | Heide Rosendahl 6,66 m                                                                                 |
| Lancer du javelot     | Daniela Jaworska 61,00 m (CR)                                                                     | Ameli Koloska 59,40 m                                                                        | Ruth Fuchs 59,16 m                                                                                     |
| Lancer du disque      | Faina Melnyk 64,22 m (WR)                                                                         | Liesel Westermann 61,68 m                                                                    | Lyudmila Muravyova 59,48 m                                                                             |
| Lancer du poids       | Nadezhda Chizhova 20,16 m                                                                         | Marita Lange 19,25 m                                                                         | Margitta Gummel 19,22 m                                                                                |
| Pentathlon            | Heide Rosendahl 4 675 pts                                                                         | Burglinde Pollak 4 638 pts                                                                   | Margrit Herbst 4 570 pts                                                                               |

## Tableau des médailles
| Rang | Nation               | Or | Argent | Bronze | Total |
| ---- | -------------------- | -- | ------ | ------ | ----- |
| 1    | Allemagne de l'Est   | 12 | 13     | 7      | 32    |
| 2    | Union soviétique     | 9  | 3      | 8      | 20    |
| 3    | Allemagne de l'Ouest | 5  | 7      | 5      | 17    |
| 4    | Tchécoslovaquie      | 2  | 1      | 1      | 4     |
| 5    | France               | 2  | 1      | 0      | 3     |
| 6    | Finlande             | 2  | 0      | 0      | 2     |
| 7    | Royaume-Uni          | 1  | 4      | 5      | 10    |
| 8    | Pologne              | 1  | 3      | 5      | 9     |
| 9    | Italie               | 1  | 1      | 3      | 5     |
| 10   | Autriche             | 1  | 0      | 0      | 1     |
| 10   | Belgique             | 1  | 0      | 0      | 1     |
| 10   | Yougoslavie          | 1  | 0      | 0      | 1     |
| 13   | Roumanie             | 0  | 2      | 1      | 3     |
| 14   | Suède                | 0  | 2      | 0      | 2     |
| 15   | Hongrie              | 0  | 1      | 1      | 2     |
| 16   | Suisse               | 0  | 1      | 0      | 1     |
| 17   | Grèce                | 0  | 0      | 1      | 1     |
| 17   | Total                | 38 | 39     | 37     | 114   |